# 李僧伽
李僧伽（?—?），北齐陇西郡狄道县人。出自陇西李氏姑臧第二房，李彦之孙，李德广之子。
李僧伽勤于学业，不应辟召。当时郑颐（郑子默）有名于世，李僧伽以为郑颐行不适道，文胜其质；就像郭林宗所说的墙高基下，虽得必失。尚书袁叔德来访李僧伽，先减仆从，然后入门，说：“见此贤，令吾羞对轩冕。”李僧伽去世时，袁叔德为他作怀旧诗：“平生寡俗累，终身无世言。”李僧伽的弟弟李法藏，内清介，官至员外郎。